# Laurent Cadot
Laurent Cadot (Aurillac, 26 de agosto de 1983) es un deportista francés que compitió en remo.
Ganó una medalla de bronce en el Campeonato Mundial de Remo de 2013 y dos medallas de bronce en el Campeonato Europeo de Remo, en los años 2008 y 2009.
Participó en dos Juegos Olímpicos de Verano, en los años 2004 y 2008, ocupando el sexto lugar en Atenas 2004, en la prueba de ocho con timonel.

## Palmarés internacional
| Campeonato Mundial | Campeonato Mundial      | Campeonato Mundial | Campeonato Mundial |
| Año                | Lugar                   | Medalla            | Prueba             |
| ------------------ | ----------------------- | ------------------ | ------------------ |
| 2013               | Chungju (Corea del Sur) | Medalla de bronce  | Dos con timonel    |
| Campeonato Europeo |                         |                    |                    |
| Año                | Lugar                   | Medalla            | Prueba             |
| 2008               | Maratón (Grecia)        | Medalla de bronce  | Dos sin timonel    |
| 2009               | Brest (Bielorrusia)     | Medalla de bronce  | Dos sin timonel    |